# 트레카세
트레카세(이탈리아어: Trecase)는 이탈리아 캄파니아주 나폴리현의 코무네다. 나폴리로부터 남동쪽 15km 거리에 위치해있다.